# Psychocidaris
Genre
Psychocidaris est un genre d'oursins de l'ordre des Cidaroida.

## Caractéristiques
Ce sont des oursins réguliers : le test (coquille) est arrondi, avec le péristome (bouche) située au centre de la face orale (inférieure) et le périprocte (appareil contenant l'anus et les pores génitaux) à l'opposé, au sommet de la face aborale (supérieure).
Il s'agit du genre-type de la famille des Psychocidaridae, qui en partage donc tous les caractéristiques. Sur ce genre, les radioles sont parcourues de nombreux piquants secondaires radiaux, qui une fois reliés par de la matière accrétée et minéralisée forment des sortes de massues. Sur la face orale, ces piquants secondaires sont en position plus longitudinale, permettant de conserver une forme fuselée des radioles,.
On trouve ces oursins aux Philippines.

## Taxinomie
Selon World Register of Marine Species (20 mai 2015) ce genre est actuellement vide. Son unique espèce, Psychocidaris ohshimai Ikeda, 1935, ayant été déplacée en 2015 vers le genre Tylocidaris,  sous le taxon Tylocidaris ohshimai (Ikeda, 1935).

## Publication originale
- Hayato Ikeda, « Preliminary notice on a new family of the Cidaroidea », Annotationes zoologicae Japonenses, Tokyo (d), Inconnu, vol. 15,‎ 14 août 1936, p. 486-489 (ISSN 0003-5092, OCLC 1481445, DOI 10.34434/ZA000413, lire en ligne).